# Guthrie's Late Green
Guthrie's Late Green es una variedad cultivar de ciruelo (Prunus domestica), de las denominadas ciruelas europeas.
Una variedad de ciruela criada por Charles Guthrie, Taybank, Dundee (Escocia).
Las frutas de un tamaño medio, encuadrada en el grupo de Old Greengage, tiene color de la piel amarillo verdoso, y su pulpa de color amarillo verdoso, textura medianamente firme, muy jugosa con un sabor muy dulce y rico, lo que le da a la ciruela un aroma único.

## Historia
'Guthrie's Late Green' es una antigua variedad de ciruela cultivado por Charles Guthrie, Taybank, Dundee (Escocia), probablemente a partir de semillas de Reine Claude.
'Guthrie's Late Green' está cultivada en la National Fruit Collection (Colección Nacional de Fruta) de Reino Unido, con el número de accesión: 1927 - 044 y nombre de accesión : Guthrie's Late Green. Recibido por "The National Fruit Trials" (Probatorio Nacional de Frutas) en 1927 de ejemplar procedente de la «Scottish Horticultural Research Institute».

## Características
'Guthrie's Late Green' árbol que tiene un fuerte crecimiento y su copa tiene un sistema de ramas aireado. Es auto estéril necesita polinizador. Es una de las pocas ciruelas nativas de Escocia y no está ampliamente disponible, solo en los mercados locales. Tiene un tiempo de floración que comienza a partir del 13 de abril con el 10% de floración, para el 17 de abril tiene una floración completa (80%), y para el 29 de abril tiene un 90% de caída de pétalos.
'Guthrie's Late Green' tiene una talla de tamaño medio, de forma oval a oval oblonga, siendo la sutura visible, con peso promedio de 51.10 g;epidermis tiene una piel gruesa, siendo el color de la piel amarillo verdoso; Pedúnculo de longitud corto, y anchura bastante grueso (promedio 11.28 mm), engrosado en su parte alta, muy adherente a la carne, situado en cavidad peduncular poco profunda; pulpa de color amarillo verdoso, textura medianamente firme, muy jugosa con un sabor muy dulce y rico, lo que le da a la ciruela un aroma único.
Hueso no adherido, grande, elíptico redondeado, surcos discontinuos, polo pistilar muy amplio, superficie escabrosa con frecuentes orificios junto al borde dorsal.
Su tiempo de recogida de cosecha se inicia en su maduración desde principios de septiembre a mediados de este mes. Para disfrutar su aroma y sabor plenamente es mejor comerla completamente madura.

## Cultivo
Utilizada como ciruela de postre con fruta jugosa dulce y bastante suave, también se usa como ciruela de cocina para hacer mermelada, especialmente cuando está poco maduro.